# Vindeby (Svendborg Kommune)
 For alternative betydninger, se Vindeby. (Se også artikler, som begynder med Vindeby)
Vindeby er en by på Tåsinge med 2.327 indbyggere  (2025), beliggende syd for Fyn på den nordlige del af øen ved Svendborgsund. Byen ligger i Bregninge Sogn og er forbundet med Svendborg via Svendborgsundbroen. Vindeby er beliggende i Svendborg Kommune og tilhører Region Syddanmark.
Byens skole hedder Tåsingeskolen og har over 800 elever. Det er den største folkeskole i Svendborg Kommune.
Før broen blev bygget var byen forbundet med Svendborg med en færgerute.